# Arisarum
Arisarum Mill., 1754 è un genere di piante appartenente alla famiglia delle Aracee, diffuso nel bacino del Mediterraneo. È l'unico genere della tribù Arisareae.

## Tassonomia
Il genere comprende le seguenti specie:
- Arisarum × aspergillum Dunal
- Arisarum proboscideum (L.) Savi
- Arisarum simorrhinum Durieu
- Arisarum vulgare O.Targ.Tozz.